# Kyle Pitts
(en) Statistiques sur pro-football-reference
Kyle Anthony Pitts, né le 6 octobre 2000 à Philadelphie, est un sportif professionnel américain de football américain qui évolue au poste de tight end dans la National Football League (NFL) pour les Falcons d'Atlanta depuis la saison 2021.
Sélectionné en quatrième choix global lors du premier tour de la draft 2021 de la NFL, il devient le tight end recruté le plus tôt dans l'histoire de la draft NFL. Au terme de sa première saison professionnelle, il est sélectionné pour le Pro Bowl 2022 et dans l'équipe des meilleurs rookies de la saison.
Au niveau universitaire, il a joué dans la NCAA Division I FBS pendant trois saison pour les Gators de l'université de Floride.

## Biographie

### Jeunesse
Pitts étudie initialement au lycée Abington Senior (en) d'Abington en Pennsylvanie avant de rejoindre en 2016, le lycée Archbishop Wood (en) de Warminster également en Pennsylvanie. Il y joue au football américain aux postes de wide receiver, de tight end et de defensive end. Il y dispute l'Under Armour All-America Game (en) 2018.
Après ses études au lycée, il se lie avec l'université de Floride pour y jouer au football américain universitaire,.

### Carrière universitaire
Lorsqu'il arrive à Gainesville en tant que rookie âgé de 17 ans au sein de l'équipe universitaire des Gators de la Floride, Kyle Pitts apprend à utiliser ses capacités physiques pour tenter d'y battre les défenseurs en attrapant le ballon près du sol ou dans les airs bien au-dessus de son casque. S'il n'effectue que trois réceptions lors de sa première saison mais étudie les meilleurs tight ends de la National Football League tels que George Kittle et Darren Waller.
Kyle Pitts marque la saison universitaire 2020 en réussissant 43 réceptions pour un gain total de 770 yards et il impressionne par sa rapidité et sa fluidité pour un joueur de son envergure,. Difficile à défendre, le tight end est attendu dans les premières sélections de la draft 2021 de la NFL. Après avoir manqué quatre rencontres de saison régulière — dont trois à la suite d'une commotion cérébrale — puis le Cotton Bowl — pour se préparer à la draft —, il termine dixième au classement du Trophée Heisman.
Au terme de sa carrière universitaire, il obtient deux sélections dans la première équipe de la Southeastern Conference (2019 et 2020) et est reconnu à l'unanimité joueur All-American en 2020. Il se voit également décerner le John Mackey Award 2020,.

### Carrière professionnelle

#### Draft
Pitts est sélectionné en 4e choix global lors du premier tour de la draft 2021 de la NFL par la franchise des Falcons d'Atlanta. Il est le tight end choisi le plus tôt lors d'une draft devançant Mike Ditka (5e en 1961) et Riley Odoms (en) (5e en 1972).

#### Falcons d'Atlanta
En juin, Pitts signe son contrat rookie d'une durée de quatre ans pour un montant de 32,9 millions de dollars entièrement garantis comprenant une prime à la signature de 21 millions de dollars.

##### 2021
Attendu comme une vedette offensive lors de sa première saison en National Football League, Pitts devient le deuxième rookie à son poste à gagner plus de 1 000 yards en réceptions après Mike Ditka en 1961, et le premier tight end rookie à être sélectionné au Pro Bowl depuis Jeremy Shockey en 2002. Il déclare que sa principale difficulté est de trouver le sommeil suffisamment tôt pour dormir plus de huit heures.
Il est sélectionné dans l'équipe des meilleurs rookies de la saison 2021 et est classé 91e au classement du Top 100 des meilleurs joueurs de la saison par ses pairs.

##### 2022
En 3e semaine lors de la victoire 27 à 23 contre les Seahawks, Pitts effectue cinq réceptions pour un gain de 87 yards. Il se blesse à la cuisse lors du match contre les Buccaneers en 5e semaine. Il joue cependant la semaine suivante contre les 49ers inscrivant son premier touchdown de la saison. Il inscrit un touchdown et gagne 80 yards en 5 réceptions en 1re semaine contre les Panthers avant de se blesser au genou (déchirure du ligament collatéral médial) la semaine suivante lors de la deuxième mi-temps contre les Bears. Il se fait opérer le 22 novembre 2022 ce qui met un terme à sa saison affichant un biban de28 réceptions pour 356 yards et deux touchdowns.

##### 2023
Ayant récupéré de son opération, Pitts dispute les 17 matchs de la saison 2023 et totalise 667 yards et 53 réceptions tout en inscrivant trois touchdowns

##### 2024
Le 29 avril 2024, les Falcons activent l'option de cinquième année du contrat de Pitts

## Statistiques

### Universitaires
| Année       | Équipe               | Statut      | MJ |     | Passes réceptionnées | Passes réceptionnées | Passes réceptionnées | Passes réceptionnées |       | Courses | Courses | Courses | Courses |
| Année       | Équipe               | Statut      | MJ | Nb. | Yards                | Moy.                 | TD                   | Nb.                  | Yards | Moy.    | TD      |         |         |
| 2018        | Gators de la Floride | Fr.         | 11 | 03  | 073                  | 24,3                 | 01                   | -                    | -     | -       | -       |         |         |
| 2019        | Gators de la Floride | So.         | 13 | 54  | 649                  | 12,0                 | 05                   | -                    | -     | -       | -       |         |         |
| 2020        | Gators de la Floride | Jr.         | 08 | 43  | 770                  | 17,9                 | 12                   | -                    | -     | -       | -       |         |         |
| Totaux NCAA | Totaux NCAA          | Totaux NCAA | 32 | 100 | 1 492                | 14,9                 | 18                   | -                    | -     | -       | -       |         |         |

### Professionnelles
| Année      | Équipe            | MJ |                | Passes réceptionnées | Passes réceptionnées | Passes réceptionnées | Passes réceptionnées |                | Courses        | Courses        | Courses | Courses |  | Fumbles | Fumbles |
| Année      | Équipe            | MJ | Nb.            | Yards                | Moy.                 | TD                   | Nb.                  | Yards          | Moy.           | TD             | Nb.     | Perdus  |  |         |         |
| 2021       | Falcons d'Atlanta | 17 | 068            | 1 026                | 15,1                 | 1                    | -                    | -              | -              | -              | 0       | 0       |  |         |         |
| 2022       | Falcons d'Atlanta | 10 | 028            | 0 356                | 12,7                 | 2                    | -                    | -              | -              | -              | 0       | 0       |  |         |         |
| 2023       | Falcons d'Atlanta | 17 | 053            | 0 667                | 12,6                 | 3                    | 1                    | -4             | -4,0           | 0              | 0       | 0       |  |         |         |
| 2024       | Falcons d'Atlanta | ?  | Saison à venir | Saison à venir       | Saison à venir       | Saison à venir       | Saison à venir       | Saison à venir | Saison à venir | Saison à venir | ?       | ?       |  |         |         |
| Totaux NFL | Totaux NFL        | 44 | 149            | 2 049                | 13,5                 | 6                    | 1                    | -4             | -4,0           | 0              | 0       | 0       |  |         |         |